# 睡眠呼吸暂停
睡眠呼吸中止症（英語：或，又譯作睡眠窒息症或睡眠呼吸暫停）是一種在睡眠期間，暫停呼吸或呼吸減弱症狀導致的睡眠紊亂。每一次的暫停期間可從數秒鐘到數分鐘不等，而且整晚發生好幾次。在一般情況下，這個症狀會產生吵雜的打鼾聲。當重新呼吸時，有時會有窒息或鼻音等的聲音出現。當此症狀破壞正常睡眠時，會造成白天的嗜睡或感到疲累的現象。對於兒童，會產生在學校的狀況問題或注意力不足過動症（特別是ADHD的過動症狀）。
目前有三種的睡眠呼吸中止症：阻塞型睡眠呼吸中止症（OSA）、中樞神經病變之中樞型睡眠呼吸中止症（CSA）、以及綜合兩種症狀的混合型睡眠呼吸中止症，其中阻塞型睡眠呼吸中止症是最普遍發生的症狀。引起阻塞型睡眠呼吸中止症的因素包含超重，家族病史，過敏、呼吸道過小、軟腭組織過長、以及腫大的扁桃體或腺樣體。阻塞型睡眠呼吸中止症狀中，呼吸會因氣流阻塞而被終止；而中樞神經病變之睡眠呼吸中止症，則是因為缺乏呼吸的力氣，而停止呼吸。患者有時沒有意識到自己患有睡眠呼吸中止症，有許多情況是由家族成員開始得知的。睡眠呼吸中止症通常會透過整夜的睡眠觀察狀況而診斷出來。要判斷為睡眠呼吸中止症，一小時內必須發生五次以上的症狀才會成立。
對於睡眠呼吸中止症的治療包含了：生活方式的改變、口含片、呼吸輔助裝置以及手術，生活方式改變包括了遠離乙醇（酒精）、減重、側向一邊的睡眠姿勢以及戒菸。呼吸輔助裝置包含了經醫師與睡眠技師（呼吸治療師等）調整之持續性正壓呼吸器。不經治療的睡眠呼吸中止症將會增加罹患心臟病、中風、糖尿病、心臟衰竭、心律不整、肥胖症的風險，也會提高車禍的風險。
成人有1%到6%，兒童有2%的機會罹患阻塞型睡眠呼吸中止症，男性的機率是女性的兩倍，雖然任何年齡都有可能罹患阻塞型睡眠呼吸中止症，但它通常發生在55歲到60歲年紀的人，而只有低於1%的人會罹患高度集中睡眠呼吸中止症。高度集中睡眠呼吸中止症其中的一種曾被描述為德國神話中Ondine的詛咒，這個詛咒會讓睡眠中的人忘記呼吸。

## 定義
根據R&K手冊，睡眠時呼吸障礙可分成兩種：
- 無呼吸（Apnea）：口、鼻氣流停止流動超過十秒。
- * 若氣流停止10秒以上，卻仍有胸腹呼吸運動，則為阻塞型。
- * 若氣流停止10秒以上，也無胸腹呼吸動作，則為中樞型。
- 低呼吸（Hypopnea）：口、鼻氣流降低50%以上超過十秒，同時合併動脈血氧分壓降低4%以上或腦波圖紀錄有覺醒發生。在兒童，診斷數值未有定案，有人將AHI高於1.5定義為睡眠呼吸暫停。[12]

## 分類
睡眠呼吸中止症主要可區分為三個類型：
- 阻塞型睡眠呼吸暫停（Obstructive Sleep Apnea，OSA）：喉嚨附近的軟組織鬆弛而造成上呼吸道阻塞，呼吸道收窄引致睡眠時呼吸暫停。
- 中樞型睡眠呼吸暫停（英语：Central sleep apnea）（Central Sleep Apnea，CSA）：呼吸中樞神經曾經受到中風及創傷等損害而受到障礙，不能正常傳達呼吸的指令引致睡眠呼吸機能失調。
- 複合型睡眠呼吸暫停（Mixed Apnea）：混合複數以上原因所造成的睡眠疾病，例如同時患有阻塞型和中樞型睡眠呼吸暫停的情形。

在三種類型的患者中，罹患OSA的情形最普遍佔84%的比例，相對的罹患純粹的CSA的情形相當罕見，只佔了總患者比例的0.4%，大部分CSA的患者都同時併有OSA的情況，佔了睡眠呼吸中止症約15%的比重。

## 病發率
此病多病生於中年男性，男性的發病率約為女性的2至8倍，平均20個成年人則有一個患上，老年人的病發率則為10%。另外，肥胖、扁桃腺過大、鼻骨移位、下顎骨過短、酗酒、吸煙及濫用安眠藥的人士較易患上睡眠窒息症。
除此以外，曾患嚴重小兒麻痺症人士會因肌肉癱瘓導致呼吸機能變差，出現睡眠窒息問題。惟此類病例隨着小兒麻痺症疫苗1960年代起被廣泛接種而已變得極為罕見。
近年醫學研究發現原來兒童患有睡眠窒息症的比例其實比想像中嚴重。一份關於香港小學生睡眠問題的臨床研究發現，男孩的病發率達5.8%而女童的病發率則有3.8%。除性別外，體重較重以及咽喉淋巴腺肥大的兒童較易患上睡眠窒息症。

## 病徵
- 打鼾
- 高血壓
- 睡醒後頭痛、口乾、疲倦
- 晚間頻尿，需起床如廁
- 日間專注力、認知能力降低
- 日間嗜睡、容易打瞌睡
- 發炎體質
- 情緒不穩、暴躁及易怒[15]

## 影響
睡眠窒息症會誘發多種主要慢性疾病，導致身體不同器官受損，逐步蠶食患者身心健康：
- 循環系統長期受負荷，無法得到應有休息，增加心臟病、心臟衰竭、缺血性中風、動脈粥樣硬化風險。
- 睡眠時常中斷會擾亂荷爾蒙分泌，增加身體對胰島素抵抗，容易誘發糖尿病。
- 控制食慾的荷爾蒙（Leptin）分泌減少，同時刺激食慾的荷爾蒙（Ghrelin）分泌增加，使患者容易肥胖。
- 睡眠質素差使患者新陳代謝紊亂，同時削弱患者心肺功能及體能，加上長期疲勞減低運動意慾，使患者陷入睡眠窒息與肥胖互相影響，一併惡化的惡性循環（體重增加→睡眠質素差→體重再增加→睡眠質素更差）。
- 患者集中力受日間瞌睡影響降低，他們駕駛或操作機器時出意外，導致自己或他人傷亡風險，遠比健康人士為高。
- 患者鼻鼾聲會令枕邊人不能安睡，影響他們睡眠質素，他們為求安睡，常會避開患者，到另一房間睡覺，長遠下來可能影響家庭關係。
- 病情嚴重而未有求醫，或沒有按醫生指示接受治療（如使用呼吸機）的患者，有可能在睡眠期間猝死。[需要可靠醫學來源]

## 檢查及診斷
睡眠呼吸暫停須經由睡眠測試診斷。睡眠測試包含睡眠多維圖及滴定測試（CPAP Titration）。第一晚測試進行睡眠多維圖，配合Epworth嗜睡量表，可以確診受試者是否患有睡眠呼吸暫停。如果患者被處方接受持續正壓氣道通氣治療（CPAP Therapy），則會進一步接受醫師與睡眠技師（呼吸治療師等）呼吸器壓力調整測試，以確定CPAP治療壓力數值。診斷睡眠窒息症根據醫生的判斷，也有可能須要進行內窺鏡檢查，計畫適合的治療。

### 多項生理睡眠檢查

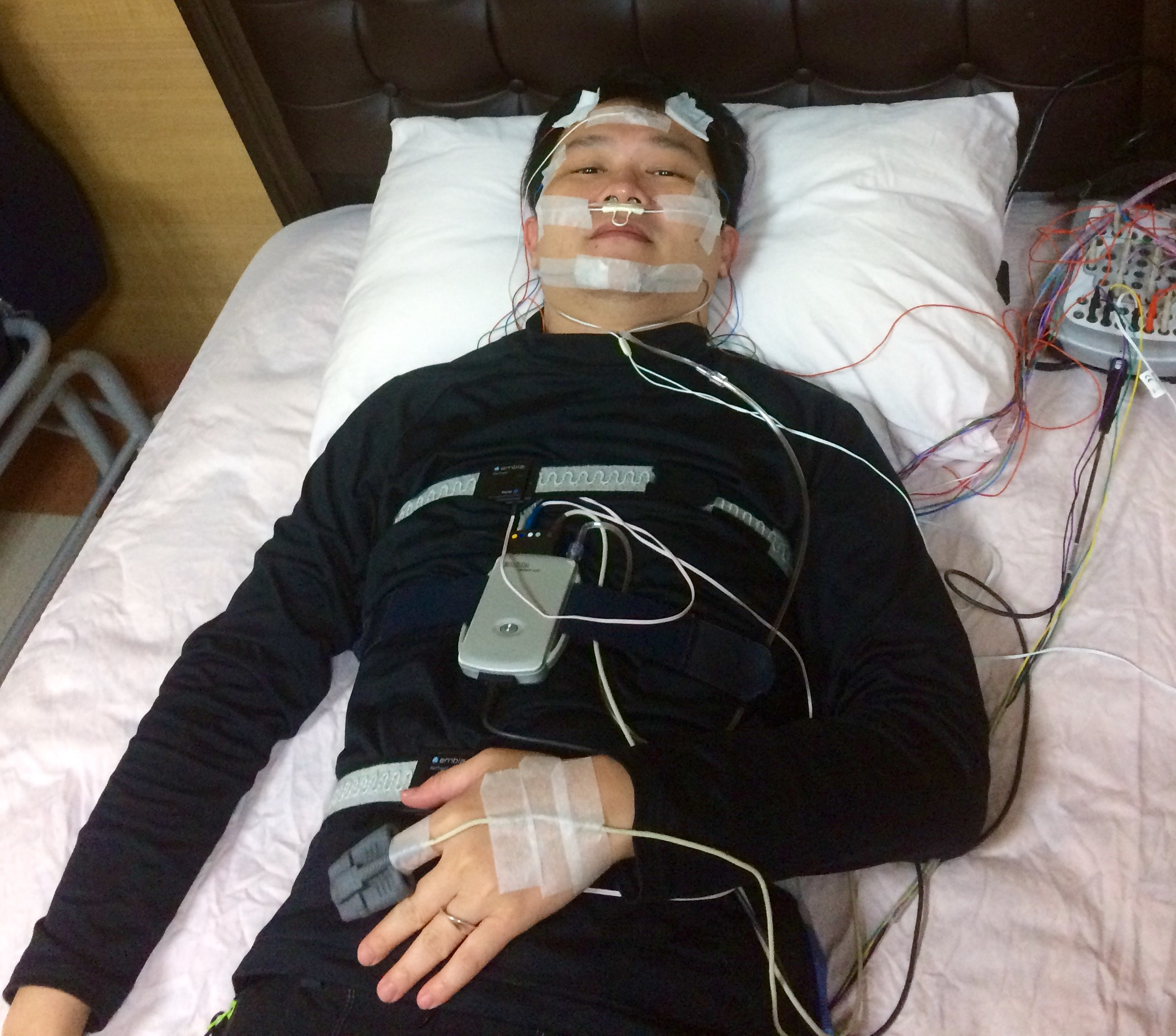
睡眠多項生理檢查受測者所安裝的儀器

多項生理睡眠檢查（Polysomnography，PSG）是以多種機器同步監測患者睡眠時的：
- 腦波、眼電圖（英语：Electrooculography）、肌電圖：監察睡眠分期
- 口、鼻氣流；胸及腹部的動態：監察呼吸活動
- 脈動式血氧計：監察血氧濃度

睡眠技師（呼吸治療師等）會根據睡眠多維圖量化呼吸暫停次數，作出診斷。多項生理睡眠檢查是現在診斷睡眠呼吸暫停的臨床黃金標準。

### 居家過夜血氧紀錄
睡眠多維圖檢查費用昂貴，並非很多市民能夠負擔。即使在公立醫院進行，輪候時間亦會十分長。由於中度至嚴重的睡眠窒息症患者不單只是換氣量降低，他的血液含氧量亦會於停止呼吸時下降（含氧量可由98%下降到86%甚至更低），所以可利用居家過夜血氧紀錄（domiciliary over-night oximetry）的方式，自行使用血氧計在家中監察睡覺時的血氧濃度，可以有效找出中度至嚴重的睡眠窒息症患者。亦因在病人自己家進行檢查，數據會更加吻合現實，從而增加可信性。醫生可以安排病人於自己家中作此初步檢查，先篩選高風險病例，再按嚴重情況，依緩急先後才作睡眠多維圖檢查以黃金標準確診。
另一項研究更指出，使用血氧計可以有效協助調整持續性正壓呼吸器的壓力，從而改善治療效果，亦可增加療程的依附率。

### 問卷
高風險病人亦可經Epworth嗜睡量表作出篩選。但篩選的敏感度只有66%至76%。
另有 Stop-bang：一分鐘簡易睡眠問卷 （页面存档备份，存于）

## 治療

### 阻塞型睡眠呼吸暫停（OSA）
治療方法因人而異，醫生會根據患者健康狀況、睡眠呼吸暫停嚴重程度及其他臨床檢查（例如睡眠狀態的上呼吸管道內視鏡檢查上呼吸道阻塞位置）的結果
- 非侵入性治療: 牙科口內止鼾器

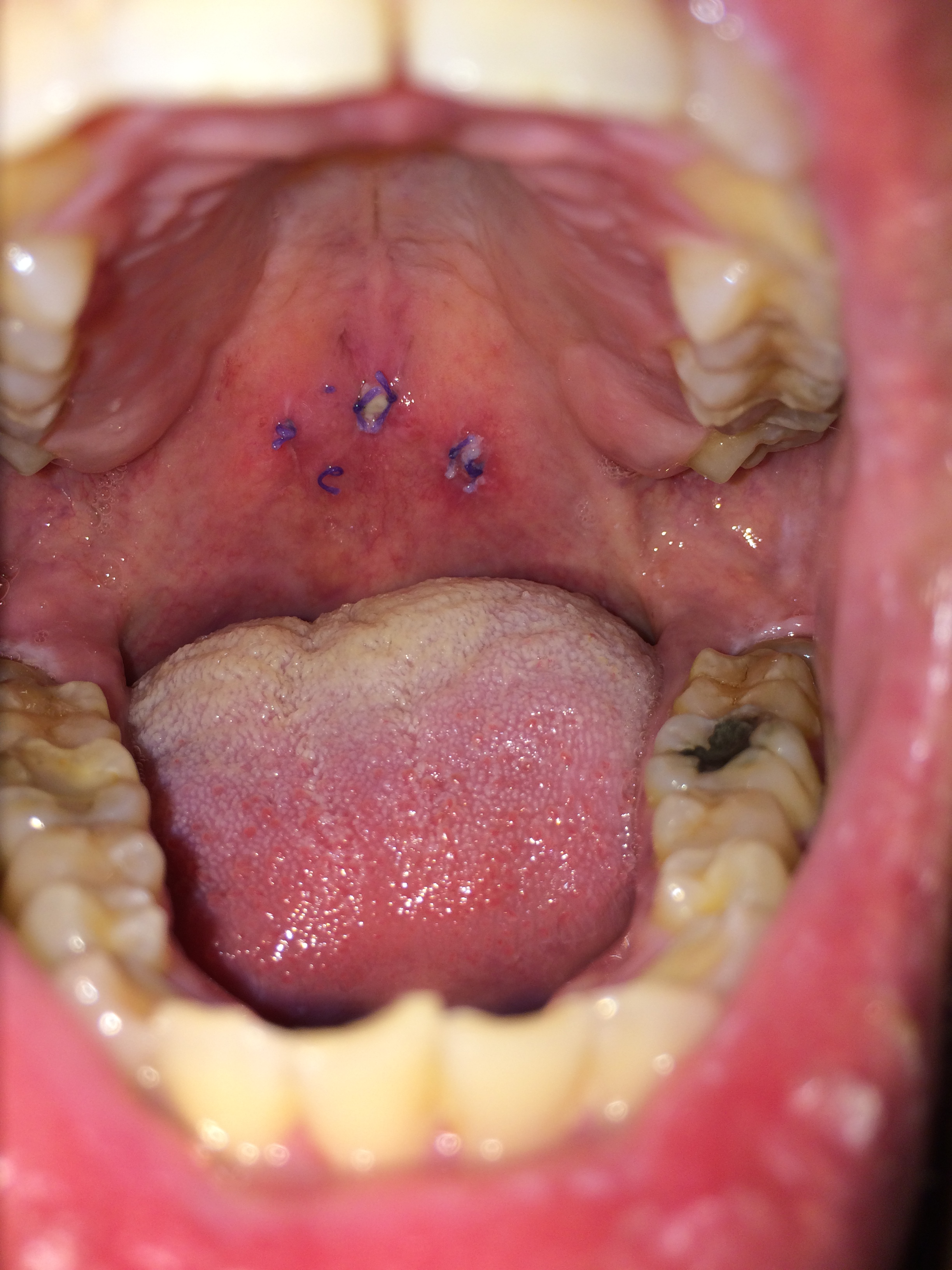
軟腭止鼾支架植入手術

- 手術治療：例如切割發大的扁桃腺、增殖腺（英语：Adenoid），擴闊上呼吸管道、正顎手術、懸雍垂腭咽整型手術（即UPPP手術）[22]、微創軟腭止鼾支架植入手術[23]、牽引成骨術
- 藥物治療：未有有效藥物可治療阻塞型睡眠呼吸暫停。但治療鼻敏感可改善阻塞型睡眠呼吸暫停的病徵
- 儀器治療：睡眠時配戴呼吸機，如經醫師與呼吸治療師調整之持續性正壓呼吸器（Continuous Positive Airway Pressure，CPAP）以氣壓衝開上呼吸管道、改善睡眠品質。呼吸會按其功能，分為單一氣壓（CPAP）、自動調壓（Auto CPAP）、雙氣壓（BiPAP）等。目前阻塞型睡眠呼吸中止症的患者當中，不到10%願意接受使用CPAP，追究其原因就是因為過於笨重又攜帶不方便，因此有台灣的醫療設備廠商[24]，開發更為輕巧的CPAP，希望能夠讓阻塞型睡眠呼吸中止的患者，未來可以增加使用率，以減少慢性病的延緩發生。

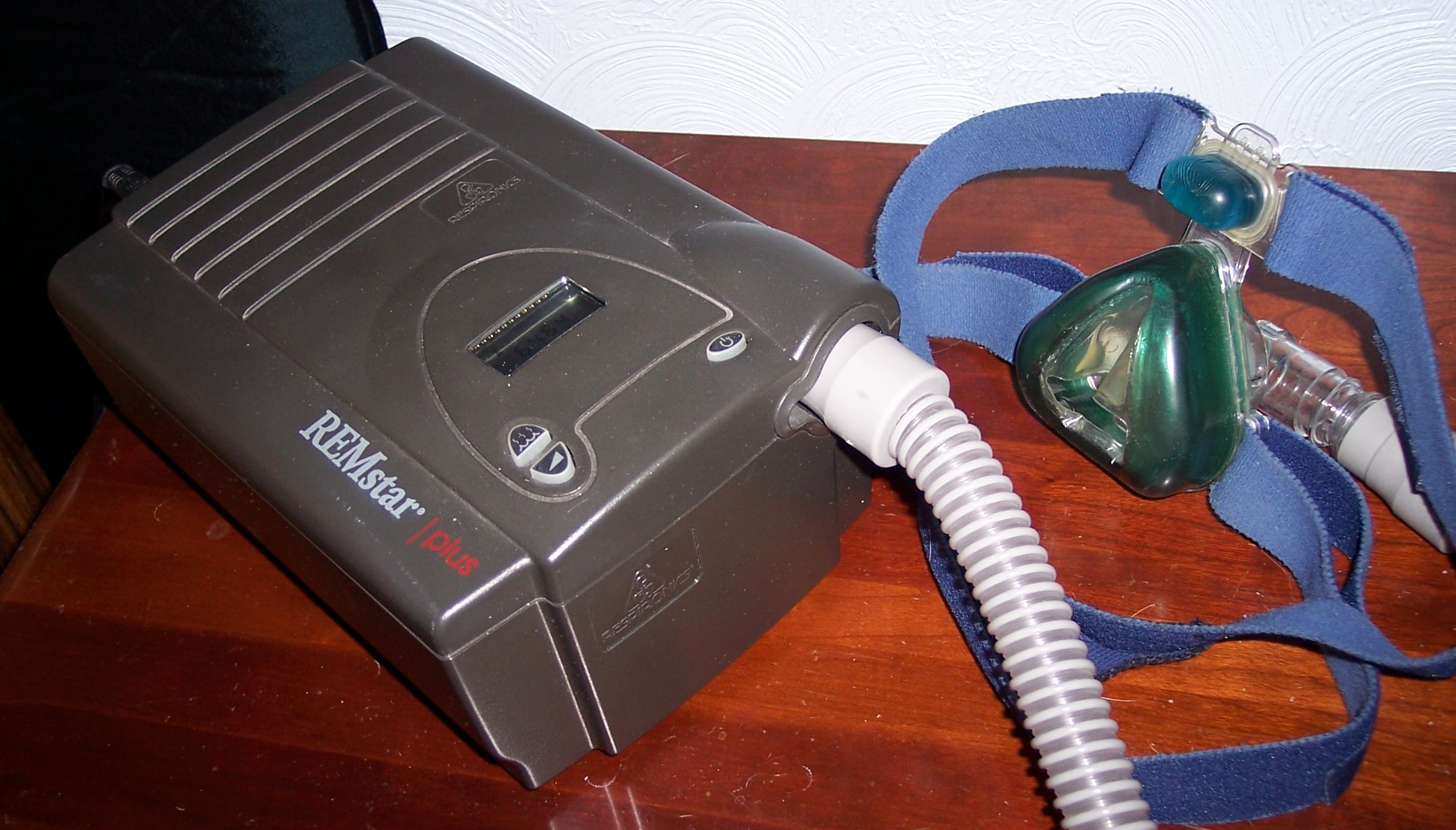
連續式陽壓呼吸機

- 其他：健身、牙（外）科手術、戒煙、戒酒、戒服安眠藥均有助紓緩病情
- 其他： 阻塞型睡眠呼吸中止症 (OSA) 的治療方案 （页面存档备份，存于）

### 中樞型睡眠呼吸暫停（CSA）
主要使用呼吸機治療。

### 複合型睡眠呼吸暫停（MSA）
複合型呼吸中止是前兩種的結合。治療上通常使用雙陽壓呼吸器（Bilevel positive airway pressure ventilation，BiPAP）進行治療，但此種機型價格較單陽壓睡眠呼吸器較高，有鑑於此，另有台灣廠商在單陽壓機型研發提供MSA患者使用的輔助呼吸治療模式，提供患者更多元的選擇。
睡眠時避免使用仰睡等會壓迫到呼吸道運作的姿勢，避免使用太過厚重的棉被及太過合身的睡衣。

## 另見
- 肥胖肺换气不足综合征
- 止鼾器
- 睡眠性交症
- 呼吸治療

## 外部連結
- 香港瑪麗醫院印製的阻塞性睡眠窒息症病人教育傳單（页面存档备份，存于）
- Celki - 甚麼是睡眠窒息症（页面存档备份，存于）
- 認識居家睡眠檢測（页面存档备份，存于）